# Yuhina
Yuhina (del término nepalí yuhin para Y. gularis) es una género de aves paseriformes perteneciente a la familia Zosteropidae. Anteriormente se clasificaba en la familia Timaliidae. Sus miembros habitan principalmente en la región Indomalaya.

## Especies
El género contiene once especies:
- Yuhina bakeri - yuhina nuquiblanca;
- Yuhina brunneiceps - yuhina de Formosa;
- Yuhina castaniceps - yuhina estriada;
- Yuhina diademata - yuhina diademada;
- Yuhina everetti - yuhina de Borneo;
- Yuhina flavicollis - yuhina bigotuda;
- Yuhina gularis - yuhina goliestriada;
- Yuhina humilis - yuhina birmana;
- Yuhina nigrimenta - yuhina barbinegra;
- Yuhina occipitalis - yuhina ventrirrufa;
- Yuhina torqueola - yuhina indochina.

La yuhina ventriblanca (Erpornis zantholeuca) antes se encuadraba en este género.